# فنسنت لو
فنسنت لو (بالصينية: 羅康瑞) هو قاضي صلح ‏ وسياسي صيني، ولد في 18 أبريل 1948 في هونغ كونغ في الصين. انتخب عضو في اللجنة الوطنية لجمهورية الصين الشعبية خلال فترته النيابية ‏.